# Pronsk
Pronsk – osiedle typu miejskiego w Rosji, w obwodzie riazańskim. W 2010 roku liczyło 3943 mieszkańców.